# Bosque Farms
Pour les articles homonymes, voir Bosque.
Bosque Farms en français : « Fermes du bosquet » est un village situé dans le comté de Valencia, au Nouveau-Mexique. Il comptait 3 904 habitants au recensement de 2010. La municipalité fait partie de l'aire métropolitaine (en) d'Albuquerque.

## Note et référence
- (en) Cet article est partiellement ou en totalité issu de l’article de Wikipédia en anglais intitulé « Bosque Farms, New Mexico » (voir la liste des auteurs).

1. ↑  (en) « GCT-PH1 – Population, Housing Units, Area, and Density: 2010 – State — Place and (in selected states) County Subdivision », Recensement des États-Unis de 2010, Bureau du recensement des États-Unis (consulté le 17 juin 2016)